# Campeonato regional de fútbol de Brava 2016-17
El campeonato regional de Brava 2016-17 es el campeonato que se juega en la isla Brava. Empezó el 21 de enero de 2017. El torneo lo organiza la federación de fútbol de Brava. El Sporting Clube da Brava es el equipo defensor del título.

## Sistema de competición
El campeonato es disputado por siete equipos y se juega a 14 jornadas en formato de ida y vuelta, en formato de liga. El orden de los encuentros se decide por sorteo antes de empezar la competición. La clasificación final se establece teniendo en cuenta los puntos obtenidos en cada enfrentamiento, a razón de tres por partido ganado, uno por empate y ninguno en caso de derrota.
Si al finalizar el campeonato dos equipos igualan a puntos, los mecanismos para desempatar la clasificación son los siguientes:
- El que tiene una mayor diferencia entre goles a favor y en contra en los enfrentamientos entre ambos.
- Si persiste el empate, se tiene en cuenta la diferencia de goles a favor y en contra en todos los encuentros del campeonato.

Los partidos se disputan en el estadio Aquiles de Oliveira de Nova Sintra. El campeón gana una plaza para disputar el campeonato caboverdiano de fútbol 2017.

## Equipos participantes
- Académica Brava
- Benfica Brava
- Corôa
- Juventude da Furna
- Morabeza
- Nô Pintcha
- Sporting Clube da Brava

## Tabla de posiciones
|                                           | Equipo                  | PJ | PG | PE | PP | GF | GC | DG  | PTS |
| ----------------------------------------- | ----------------------- | -- | -- | -- | -- | -- | -- | --- | --- |
| 1                                         | Sporting Clube da Brava | 12 | 12 | 0  | 0  | 67 | 7  | +60 | 36  |
| 2                                         | Académica Brava         | 11 | 6  | 2  | 3  | 27 | 12 | +15 | 20  |
| 3                                         | Nô Pintcha              | 12 | 6  | 1  | 5  | 16 | 13 | +3  | 19  |
| 4                                         | Morabeza                | 11 | 5  | 2  | 4  | 23 | 19 | +4  | 17  |
| 5                                         | Juventude da Furna      | 12 | 3  | 4  | 5  | 22 | 31 | -9  | 13  |
| 6                                         | Corôa                   | 12 | 3  | 1  | 8  | 27 | 56 | -29 | 10  |
| 7                                         | Benfica Brava           | 12 | 0  | 2  | 10 | 9  | 53 | -44 | 2   |
| Última actualización: 30 de abril de 2017 |                         |    |    |    |    |    |    |     |     |

|  | Clasificado para el campeonato caboverdiano de fútbol 2017. |

## Resultados
| Nô Pintcha     | 1 - 0 | Benfica Brava   | Aquiles de Oliveira | 21 de enero | 16:00 |
| Sporting Brava | 3 - 0 | Académica Brava | Aquiles de Oliveira | 22 de enero | 14:00 |
| Morabeza       | 2 - 0 | Juventude Furna | Aquiles de Oliveira | 22 de enero | 16:00 |

| Académica Brava | 3 - 0 | Corôa           | Aquiles de Oliveira | 28 de enero | 16:00 |
| Morabeza        | 0 - 1 | Nô Pintcha      | Aquiles de Oliveira | 29 de enero | 14:00 |
| Sporting Brava  | 3 - 0 | Juventude Furna | Aquiles de Oliveira | 29 de enero | 16:00 |

| Benfica Brava   | 0 - 2 | Morabeza       | Aquiles de Oliveira | 4 de febrero | 16:00 |
| Juventude Furna | 5 - 4 | Corôa          | Aquiles de Oliveira | 4 de febrero | 14:00 |
| Nô Pintcha      | 0 - 1 | Sporting Brava | Aquiles de Oliveira | 5 de febrero | 16:00 |

| Académica Brava | 1 - 1 | Juventude Furna | Aquiles de Oliveira | 11 de febrero | 16:00 |
| Sporting Brava  | 5 - 0 | Benfica Brava   | Aquiles de Oliveira | 12 de febrero | 14:00 |
| Corôa           | 2 - 4 | Nô Pintcha      | Aquiles de Oliveira | 12 de febrero | 16:00 |

| Morabeza      | 1 - 4 | Sporting Brava  | Aquiles de Oliveira | 18 de febrero | 16:00 |
| Nô Pintcha    | 0 - 2 | Académica Brava | Aquiles de Oliveira | 19 de febrero | 14:00 |
| Benfica Brava | 2 - 4 | Corôa           | Aquiles de Oliveira | 19 de febrero | 16:00 |

| Juventude Furna | 0 - 1 | Nô Pintcha    | Aquiles de Oliveira | 25 de febrero | 16ː00 |
| Corôa           | 3 - 4 | Morabeza      | Aquiles de Oliveira | 26 de febrero | 14:00 |
| Académica Brava | 6 - 0 | Benfica Brava | Aquiles de Oliveira | 26 de febrero | 16:00 |

| Sporting Brava | 9 - 1 | Corôa           | Aquiles de Oliveira | 4 de marzo | 16:00 |
| Benfica Brava  | 1 - 1 | Juventude Furna | Aquiles de Oliveira | 5 de marzo | 14:00 |
| Morabeza       | 3 - 3 | Académica Brava | Aquiles de Oliveira | 5 de marzo | 16:00 |

| Benfica Brava   | 0 - 4 | Nô Pintcha     | Aquiles de Oliveira | 11 de marzo | 16:00 |
| Académica Brava | 1 - 2 | Sporting Brava | Aquiles de Oliveira | 12 de marzo | 14:00 |
| Juventude Furna | 3 - 2 | Morabeza       | Aquiles de Oliveira | 12 de marzo | 16:00 |

| Corôa           | 2 - 1 | Académica Brava | Aquiles de Oliveira | 18 de marzo | 16:00 |
| Nô Pintcha      | 1 - 3 | Morabeza        | Aquiles de Oliveira | 19 de marzo | 14:00 |
| Juventude Furna | 1 - 6 | Sporting Brava  | Aquiles de Oliveira | 19 de marzo | 16:00 |

| Morabeza       | 1 - 1 | Benfica Brava   | Aquiles de Oliveira | 25 de marzo | 14:00 |
| Corôa          | 3 - 3 | Juventude Furna | Aquiles de Oliveira | 26 de marzo | 14:00 |
| Sporting Brava | 1 - 0 | Nô Pintcha      | Aquiles de Oliveira | 26 de marzo | 16:00 |

| Juventude Furna | 1 - 4  | Académica Brava | Aquiles de Oliveira | 1 de abril | 14:00 |
| Benfica Brava   | 0 - 14 | Sporting Brava  | Aquiles de Oliveira | 2 de abril | 14:00 |
| Nô Pintcha      | 2 - 0  | Corôa           | Aquiles de Oliveira | 2 de abril | 16:00 |

| Sporting Brava  | 3 - 1 | Morabeza      | Aquiles de Oliveira | 8 de abril | 16:00 |
| Académica Brava | 2 - 0 | Nô Pintcha    | Aquiles de Oliveira | 9 de abril | 14:00 |
| Corôa           | 6 - 3 | Benfica Brava | Aquiles de Oliveira | 9 de abril | 16:00 |

| Nô Pintcha    | 2 - 2 | Juventude Furna | Aquiles de Oliveira |  |  |
| Morabeza      | 4 - 0 | Corôa           | Aquiles de Oliveira |  |  |
| Benfica Brava | 0 - 4 | Académica Brava | Aquiles de Oliveira |  |  |

| Corôa           | 2 - 16 | Sporting Brava | Aquiles de Oliveira | 29 de abril |  |
| Juventude Furna | 5 - 2  | Benfica Brava  | Aquiles de Oliveira | 30 de abril |  |
| Académica Brava | -      | Morabeza       | Aquiles de Oliveira |             |  |

### Evolución de las posiciones
| Equipo / Jornada        | 01 | 02 | 03 | 04 | 05 | 06 | 07 | 08 | 09 | 10 | 11 | 12 | 13 | 14 |
| ----------------------- | -- | -- | -- | -- | -- | -- | -- | -- | -- | -- | -- | -- | -- | -- |
| Académica Brava         | 7  | 4  | 4  | 4  | 3  | 3  | 3  | 3  | 4  | 4  | 3  | 3  | 2  | -  |
| Benfica                 | 5  | 5  | 6  | 7  | 7  | 7  | 7  | 7  | 7  | 7  | 7  | 7  | 7  | 7  |
| Corôa                   | 4  | 6  | 7  | 6  | 6  | 6  | 6  | 6  | 6  | 6  | 6  | 5  | 6  | 6  |
| Juventude da Furna      | 6  | 7  | 5  | 5  | 5  | 5  | 5  | 5  | 5  | 5  | 5  | 6  | 5  | 5  |
| Morabeza                | 2  | 3  | 2  | 3  | 4  | 4  | 4  | 4  | 3  | 3  | 4  | 4  | 4  | -  |
| Nô Pintcha              | 3  | 2  | 3  | 2  | 2  | 2  | 2  | 2  | 2  | 2  | 2  | 2  | 3  | -  |
| Sporting Clube da Brava | 1  | 1  | 1  | 1  | 1  | 1  | 1  | 1  | 1  | 1  | 1  | 1  | 1  | 1  |

| Campeón Sporting Clube da Brava 4.o título |

## Estadísticas
- Mayor goleada: Corôa 2 - 16 Sporting Brava (30 de abril)
- Partido con más goles: Corôa 2 - 16 Sporting Brava (30 de abril)
- Mejor racha ganadora: Sporting Brava; 12 jornadas (jornadas 1 a 14, incluye jornada de descanso)
- Mejor racha invicta: Sporting Brava; 12 jornadas (jornadas 1 a 14, incluye jornada de descanso)
- Mejor racha marcando: Sporting Brava; 12 jornadas (jornadas 1 a 14, incluye jornada de descanso)
- Mejores racha imbatida: Sporting Brava; 4 jornadas (jornadas 1 a 4)